# Essä (tidskrift)
Essä är en svensk kulturtidskrift som grundades år 2017 av Emi-Simone Zawall, och som även utkom första gången detta år. Det är även Zawall som är redaktör och ansvarig utgivare för tidskriften. Tidskriftens formgivare heter Jens Andersson. Den utges oregelbundet.

## Om tidskriften
Den bärande idén bakom tidskriften är, att låta ett antal skribenter, i essäform, kommentera en källtext, eller i vissa fall en annan källa. Enligt Essäs egen utsago är tanken med tidskriften att visa hur en viss källa kan framkalla vitt skilda tolkningar och hur äldre idéer och uttryck kan ta plats i och berika vår egen tid.
Såväl källtexten som skribenterna varierar mellan tidskriftens nummer, men konceptet förblir detsamma. Det gör att tidskriften snarare än ett fast tema har en fast form, som sedan appliceras på ett vitt spektrum av teman. På så sätt erbjuds läsarna en fördjupning och kontextualisering inom ett nytt område med varje nummer av tidskriften.

## Utgivna nummer
| Nummer | År   | Titel                                                                    | Skribenter | Anmärkning |
| ------ | ---- | ------------------------------------------------------------------------ | --- | --- |
| 1      | 2017 | C.J.L. Almqvist: Svenska Fattigdomens betydelse                          | Henrik Berggren Jesper Roine Christina Zyka Johan Jönson Hans Andersson                                          | |
| 2      | 2018 | Kartan över Ugglum: Ur de geometriska jordeböckerna                      | Mats Höglund Erik Andersson Lars Magnusson Lotta Lotass                                                          | |
| 3      | 2019 | Fallet Märit                                                             | Jan Guillou Aase Berg Johan Lundberg Dag Wetterberg                                                              | |
| 4      | 2019 | Fårsvingel                                                               | Erik Bergqvist Gunnar Eriksson Honor C. Prentice Birgitta Lillpers Carin Franzén Jakob Christensson              | |
| 5      | 2020 | Rätten att häda                                                          | Mohammad Fazlhashemi Agneta Pleijel Johan Wennström Lars Sjunnesson Torbjörn Elensky Jila Mosaed                 | Behandlar Kerstin Ekmans tal, som hölls 1994 på grund av Rushdie-affären.                                                                                               |
| 6      | 2020 | Dan Anderssons död                                                       | Alexandra Borg Göran Lambertz Göran Greider Olle Matsson                                                         | |
| 7      | 2020 | Döda ord                                                                 | Karin Westin Tikkanen Jan Berglin Nils Håkanson John Swedenmark                                                  | Texterna utgår från symbolen (Dagger), som i ordböcker används för att markera "döda" ord. Symbolen används även stilistiskt i titeln på omslaget, som Döda ()rd.       |
| 8      | 2021 | Carl Butlers kokbok                                                      | Carl Johan de Geer Jenny Damberg Klas Östergren Karsten Thurfjell                                                | |
| 9      | 2021 | Filmen som försvann                                                      | Jan Holmberg Susanna Alakoski Tatjana Brandt Kjell Westö                                                         | Behandlar filmen De landsflyktige (1921) av Mauritz Stiller. |
| 10     | 2021 | Konradsbergs hospital                                                    | Joar Guterstam Jadwiga Krupinska Stina Oscarson Maria Ludvigsson Jan-Ewert Strömbäck                             | Med utgångspunkt i ritningarna till Konradsbergs hospital skriver essäisterna om psykiatrin i Sverige förr och nu.                                                      |
| 11–12  | 2022 | En critik öfver critiker                                                 | Lina Samuelson Rebecka Kärde Maxim Grigoriev Björn Ranelid Roland Lysell Leif Zern Helen Korpak Gunnar D Hansson | Om litteraturkritikens uppgift utifrån Thomas Thorilds (1759–1808) verk En critik öfver critiker: Med utkast til en lagstiftning i snillets värld (1791). Dubbelnummer. |
| 13     | 2022 | Göta kanal                                                               | Per Högselius Pär Thörn Lotta Lotass Jan Jörnmark Dick Harrison                                                  | Om Göta kanal utifrån Baltzar von Platens (1766–1829) avhandling där han pläderade för att kanalen skulle byggas.                                                       |
| 14     | 2022 | I flera år samlade anteckningar om praktiska ting för stuga och trädgård | Magnus Florin Tina Ignell Claudia Lindén Elin Unnes                                                              | Om Ellen Keys anteckningsbok med samma titel som detta tidskriftsnummer, och som legat till grund för byggandet av huset Strand.                                        |

### TidskriftenEssä
Emi-Simone Zawall är redaktör där inget annat anges.
- C.J.L. Almqvist: Svenska Fattigdomens betydelse. Nummer 1, 2017. ISBN 978-91-984061-0-8.
- Kartan över Ugglum: Ur de geometriska jordeböckerna. Nummer 2, 2018. ISBN 978-91-984061-1-5.
- Fallet Märit. Nummer 3, 2019. ISBN 978-91-984061-2-2.
- Fårsvingel. Nummer 4, 2019. ISBN 978-91-984061-3-9.
- Rätten att häda. Nummer 5, 2020. ISBN 978-91-984061-4-6.
- Dan Anderssons död. Nummer 6, 2020. ISBN 978-91-984061-5-3.
- Döda ord. Nummer 7, 2020. ISBN 978-91-984061-6-0.
- Carl Butlers kokbok. Nummer 8, 2021. ISBN 978-91-984061-7-7.
- Filmen som försvann. Nummer 9, 2021. ISBN 978-91-984061-8-4. Redaktör: Ludvig Hertzberg.
- Konradsbergs hospital. Nummer 10, 2021. ISBN 978-91-984061-9-1.
- En critik öfver critiker. Nummer 11–12, 2022. ISBN 978-91-987535-0-9.
- Göta kanal. Nummer 13, 2022. ISBN 978-91-987535-1-6
- I flera år samlade anteckningar om praktiska ting för stuga och trädgård. Nummer 14, 2022. ISBN 978-91-987535-2-3.